# Angelique Serieseová
Angelique Seriese, (* 12. červenec 1968 Zevenbergen, Nizozemsko) je bývalá reprezentantka Nizozemska v judu.

## Sportovní kariéra
V roce 1988 se představila na olympijských hrách v Soulu v ukázkové disciplíně ženského judo a svojí váhou kategorii vyhrála. Její úspěšnou kariéru však přibrzdilo vážné zranění kolene v létě 1989. Než se dostala na svojí dřívější úroveň tak jí v Nizozemsku vyrostla zdárná konkurentka Monique van der Lee. V roce 1992 s ní prohrála nominaci na olympijské hry v Barceloně. Na svojí první oficiální účast na olympijských hrách si tak musela počkat do roku 1996. V Atlantě patřila k hlavním favoritkám na první místo, ale její naděje skončily hned v prvním kole na šido s Němkou Johannou Hagn.

## Výsledky

### Váhové kategorie
| Turnaj             | 1987       | 1988       | 1989       | 1990       | 1991       | 1992       | 1993       | 1994       | 1995       | 1996       |
| Turnaj             | 19         | 20         | 21         | 22         | 23         | 24         | 25         | 26         | 27         | 28         |
| Turnaj             | těžká váha | těžká váha | těžká váha | těžká váha | těžká váha | těžká váha | těžká váha | těžká váha | těžká váha | těžká váha |
| ------------------ | ---------- | ---------- | ---------- | ---------- | ---------- | ---------- | ---------- | ---------- | ---------- | ---------- |
| Olympijské hry     |            |            |            |            |            | —          |            |            |            | úč.        |
| Mistrovství světa  | 3.         |            | —          |            | —          |            | —          |            | 1.         |            |
| Mistrovství Evropy | 2.         | 1.         | 1.         | —          | 3.         | —          | —          | 1.         | —          | 1.         |

### Bez rozdílu vah
| Turnaj             | 1987 | 1988 | 1989 | 1990 | 1991 | 1992 | 1993 | 1994 | 1995 | 1996 |
| Turnaj             | 19   | 20   | 21   | 22   | 23   | 24   | 25   | 26   | 27   | 28   |
| ------------------ | ---- | ---- | ---- | ---- | ---- | ---- | ---- | ---- | ---- | ---- |
| Mistrovství světa  | —    |      | —    |      | 5.   |      | 2.   |      | —    |      |
| Mistrovství Evropy | —    | —    | 1.   | —    | —    | 1.   | 1.   | —    | 1.   | —    |